# Alliaria
Alliaria là chi thực vật có hoa trong họ Cải.

## Các loài
Chi này có khoảng 95 loài, một vài loài chọn lọc được liệt kê dưới đây:
- Alliaria acuminatissima
- Alliaria acutángula
- Alliaria albicans
- Alliaria alliacea
- Alliaria alliaria
- Alliaria petiolata
- Xem danh sách đầy đủ